# Alekszandr Alekszandrovics Alov
Alekszandr Alekszandrovics Alov, született Lapszker (Harkov, 1923. szeptember 26. – Moszkva, 1983. december 12.) szovjet filmrendező, forgatókönyvíró.

## Életpályája
A Filmművészeti Főiskolán (VGIK) Igor Szavcsenko ukrán rendező tanítványa volt. Itt ismerkedett meg elválaszthatatlan alkotótársával, Vlagyimir Naumovval. Vele együtt vett részt 1951-ben a Tarasz Sevcsenko életéről szóló Széttört bilincsek című Szavcsenko-film forgatásán mint asszisztens. A diploma megszerzése után mindketten Kijevbe kerültek. A Dovzsenko-stúdióban kezdték meg művészi pályájukat. 1958-tól Moszkvában a MOSZFILM stúdió számára dolgoztak.

### Munkássága
Eleinte az ifjúság hősi múltja foglalkoztatta őket, többek között új változatban Mark Donszkoj után leforgatták Osztrovszkij híres regényének, Az acélt megedzik-nek új, színes változatát (Pavel Korcsagin, 1956). Később a közelmúlt és napjaink problémái felé fordultak. Munkásságukat bátor útkeresés, fokozott igényesség, mind egyénibb stílus jellemezte. Kifejezésmódjuk költői, szívesen éltek a jelképek eszközeivel. A MOSZFILM-nél készült alkotásaik közül romantikus hevület, áradó líra jellemezte A szél (1958) című filmjüket, míg a Békét az érkezőnek (1961) mély érzelmi szuggesztivitásával, humánumával, árnyalt emberábrázolásával hatott. Naumovval együtt nemzedékének egyik legmarkánsabb alkotója volt.

## Filmjei
- Széttört bilincsek (1951)
- Viharban nőttek fel (1954)
- Pavel Korcsagin (1956)
- A szél (1958)
- Békét az érkezőnek (1961)
- A pénz (1962)
- A rossz anekdota (1965)
- Mahtum-kuli (1968)
- Menekülés (1970)
- Thyl Ulenspiegel (1977)
- Teherán 43 (1981)

## Díjai
- Velencei Filmfesztivál Pasinetti-díja (1961) Békét az érkezőknek (Vlagyimir Naumovval)
- A zsűri különdíja (Velencei Filmfesztivál) (1961) Békét az érkezőknek (Vlagyimir Naumovval)
- Moszkvai Nemzetközi Filmfesztivál aranydíja (1981) Tegeran-43 (Vlagyimir Naumovval)